# Röhm GmbH
Die Röhm GmbH mit Sitz in Darmstadt ist ein deutsches Chemieunternehmen im Eigentum des US-amerikanischen Private-Equity-Fonds Advent International. Röhm beschäftigt weltweit 2.850 Mitarbeiter an insgesamt 9 Standorten in Deutschland, China, und in den USA. 2020 erwirtschaftete das Unternehmen einen Umsatz von 1,5 Milliarden Euro. Die Röhm GmbH entstand durch die Ausgliederung des Methacrylat-Verbundes sowie des Cyanide-Herstellers CyPlus GmbH aus Evonik Industries (Degussa-Nachfolge).

## Geschichte
Die Wurzeln der Röhm GmbH reichen bis in das Jahr 1907 zurück. Damals gründete der Chemiker und Unternehmer Otto Röhm zusammen mit dem Kaufmann Otto Haas die Röhm & Haas GmbH in Esslingen am Neckar, eine Vorläufergesellschaft der heutigen Röhm GmbH. 1909 zog das Unternehmen von Esslingen nach Darmstadt und gründete im selben Jahr eine Niederlassung in Philadelphia, das spätere Unternehmen Rohm and Haas. 1933 gelang Röhm & Haas mit der Entwicklung des neuartigen Acrylglases (Polymethylmethacrylat, PMMA), das später unter dem Markennamen Plexiglas weltbekannt wurde, der erfolgreiche Einstieg in die damals noch junge Kunststoffindustrie. In der Folge entwickelte sich Röhm & Haas durch die Produktion von Flugzeugkanzeln aus Plexiglas zum Rüstungsunternehmen. Im Jahr 1939 hatte das Unternehmen über 1800 Mitarbeiter bei einem Jahresumsatz von über 22 Millionen RM. Nach einer Umfirmierung der Aktiengesellschaft in eine Gesellschaft mit beschränkter Haftung Ende 1938 schied Otto Röhm aus der Geschäftsleitung aus und der Chemiker Carl Theodor Kautter und der Jurist Rudolf Mueller wurden Geschäftsführer.
Nach dem Tod von Otto Haas firmierte das Unternehmen ab 1971 unter Röhm GmbH. Vorsitzender der Geschäftsführung wurde  der 1929 in Nürnberg geborene Gerhard Ziener. 1989 erfolgte die Übernahme durch die Hüls AG. Nach der Fusion der Hüls AG und der Degussa AG wurde das Geschäft unter dem Namen Degussa-Hüls AG fortgeführt. Mit der Gründung des Evonik-Konzerns 2007 wurde die Methacrylatchemie in einen eigenen Geschäftsbereich integriert. Im Zuge der strategischen Ausrichtung auf Produkte der Spezialchemie hatte Evonik 2019 den Methacrylat-Verbund an die Beteiligungsgesellschaft Advent International verkauft. Seit August 2019 firmiert der Methacrylat-Verbund wieder unter dem ursprünglichen Namen Röhm GmbH.

## Geschäftstätigkeit
Das Kerngeschäft der Röhm GmbH bilden die Entwicklung, Herstellung und der Vertrieb von Methacrylat-Monomeren, Methacrylat-Polymeren und Cyaniden.
Röhm vertreibt PMMA-Produkte unter der Marke Plexiglas in Europa, Asien, Ozeanien/Australien und Afrika. Auf dem amerikanischen Kontinent werden die Produkte unter der Marke Acrylite vertrieben.

## Marken, Produkte und deren Anwendung
Zu den Produkten von Röhm gehört mit Plexiglas die weltweit bekannteste Marke für Acrylglas. Der Werkstoff kommt in Autos, Flugzeugfenstern, Bildschirmen oder Displays, als Bauverglasung, Lärmschutz oder in der Werbebranche zum Einsatz. Methylmethacrylatmonomere der Marke Meracryl werden auch in der Herstellung von Lacken, Bodenbeschichtungen und Klebstoffen bis hin zu Dentalprodukten verwendet. Weiter stellt Röhm Methacrylat-Harze unter den Marken Degalan, Degadur und Degaroute für die Herstellung von Bindemitteln für Farben und Lacke, Industriefußböden und Fahrbahnmarkierungen her sowie Cyanide zur Gewinnung von Edelmetallen in der Bergbauindustrie.

## Standorte
Das Unternehmen produziert an 9 Standorten auf drei Kontinenten. Der Verwaltungssitz ist in Darmstadt. In Deutschland produziert Röhm in Worms, Hanau (Industriepark Wolfgang) sowie in Wesseling. In Asien produziert Röhm in Shanghai, in den Vereinigten Staaten in Osceola, Sanford, Wallingford und Bay City. Ein weiterer Standort befindet sich in Coatzacoalcos (Mexiko).